# 高鰭突吻魚
高鰭突吻魚（学名：Varicorhinus altipinnis）为輻鰭魚綱鯉形目鲤科突吻鱼属的其中一種，該物種分布於非洲Lufira河流域，生活在淡水流域，體長可達33.8公分。

## 扩展阅读
維基物種上的相關：高鰭突吻魚